# Сулигэ
Сулигэ — крупное газовое месторождение Китая в северной части автономного района Внутренняя Монголия. Открыто в 2000 году. Залежи на глубине 1,8-2,8 км. Начальные запасы 1,0 трлн м³ газа.
Нефтеносность связана с отложениями триасового возраста.
Оператором месторождения является китайская нефтяная компания CNPC. Компания намеревалась довести добычу газа до 10 млрд м³ к 2009 году и до 20 млрд м³ к 2012 году, В отчете за 2020 год компания сообщила о 3 млрд м³ добытого газа. Объем добычи природного газа на месторождении по состоянию на декабрь 2022 года достиг 30,04 млрд м³, объявила китайская нефтяная компания CNPC. Суточная добыча при этом превышала 100 млрд м³.
Для транспортировки газа с месторождения до городов Баотоу и Хух-Хото во Внутренней Монголии строятся газопроводы.